# ابراهیم زیدان
ابراهیم زیدان (۱۸۷۹ - ۱۹۵۶) ادیب و شاعر لبنانی، برادر جرجی زیدان بود که همراه او در قاهره مکتبة الهلال را بنیان‌گذاری نمود. از مشهورترین آثارش نوادر الأدباء، إنشاء الرسائل و دیوان شعرش است.